# Break the Cycle
Break the Cycle är ett musikalbum av bandet Staind. Släpptes 2001.

## Låtlista
1. "Open Your Eyes"
2. "Pressure"
3. "Fade"
4. "It's Been Awhile"
5. "Change"
6. "Can't Believe"
7. "Epiphany"
8. "Suffer"
9. "Safe Place"
10. "For You"
11. "Outside"
12. "Waste"
13. "Take It"